# François Gesnouin
François Jean-Baptiste Gesnouin est un homme politique français né le 15 mai 1750 à Fougères (Ille-et-Vilaine) et mort le 24 février 1814 à Brest (Finistère).

## Biographie
Fils de Jean-Baptiste Gesnouin, maître apothicaire, directeur des postes et administrateur des domaines du duc de Penthièvre, Amiral de France, et de Mathurine Gigon.
Grâce à la protection du duc de Penthièvre, il étudie à Paris chez Cadet de Gassicourt, apothicaire-major des camps et armées du roi, tout en suivant les cours d'Antoine Lavoisier, Fourcroy et Louis-Nicolas Vauquelin. Il rédige également un mémoire intitulé Expériences et observations sur le spath ou fluor spathique qu’il présente à l’Académie royale des sciences.
Nommé apothicaire-major du port de Brest le 1er mai 1777, il joue un rôle déterminant dans la réorganisation des services de l’hôpital maritime, ainsi que dans l’installation d’hôpitaux annexes entre Le Folgoët et Landerneau pour accueillir les milliers de malades de la flotte franco-espagnole en 1779.
Choisi pour exercer la présidence du jury des maîtres apothicaires de Brest, il assure également un cours de chimie pharmaceutique au sein de l’école de médecine de Brest.
Élu membre du conseil de la commune de Brest le 21 juillet 1789, puis conseiller municipal, il devient en 1790 membre du conseil général de la commune et administrateur des hôpitaux brestois. Le 20 septembre 1791, enfin, il est élu premier officier municipal.
Nommé pharmacien en chef de la Marine en janvier 1793.
Élu député du Finistère au Conseil des Cinq-Cents le 14 avril 1797, puis membre du corps législatif le 25 décembre 1799, il s’intéresse essentiellement aux affaires de la Marine et du service de santé et siège au corps législatif jusqu'en 1802.
De retour à Brest le 10 septembre 1805 il reprend ses cours à l’école de médecine et met au point la formule d’un sirop dépuratif qui porte son nom, ainsi qu’une préparation antisyphilitique.
Membre adjoint de l'Académie royale de Marine le 8 janvier 1790, membre ordinaire en août 1792.
Membre correspondant de la Société de pharmacie de Paris en 1809.

## Sources
- « François Gesnouin », dans Adolphe Robert et Gaston Cougny, Dictionnaire des parlementaires français, Edgar Bourloton, 1889-1891 [détail de l’édition]
- "Gesnouin François Jean Baptiste", dans bibliographie de l'académie de marine
- "Gesnouin François Jean Baptiste", dans bibliographies du Comité des travaux historiques et scientifiques
- "François, Jean-Baptiste Gesnouin", dans base de données des députés français depuis 1789